# Уфа (Тюменская область)
Уфа (тат. Уба Коллары) — деревня в Вагайском районе Тюменской области, входит в состав Куларовского сельского поселения.

## География
Деревня находится на берегу реки Чиконай.

### Часовой пояс
Деревня Уфа, как и вся Тюменская область, находится в часовой зоне МСК+2. Смещение применяемого времени относительно UTC составляет +5:00.

## Население
| 2010 |
| ---- |
| 9    |

## Улицы
В деревне имеется одна улица — Уфимская.